# Brachodes compar
Brachodes compar is een vlindersoort uit de familie Brachodidae. De wetenschappelijke naam is voor het eerst geldig gepubliceerd in 1879 door Otto Staudinger.
De soort komt voor in Europa.